# Campeonato Africano de Atletismo de 2024 - 200 m feminino
A prova dos 200 metros feminino do Campeonato Africano de Atletismo de 2024 foi disputada nos dias 25 e 26 de junho, no Estádio de Japoma, em Duala, nos Camarões.

## Recordes
Antes desta competição, os recordes mundiais e do campeonato nesta prova eram os seguintes:
|                       | Nome                     | Nacionalidade  | Tempo  | Local   | Data                   |
| --------------------- | ------------------------ | -------------- | ------ | ------- | ---------------------- |
| Recorde mundial       | Florence Griffith Joyner | Estados Unidos | 21s 34 | Seul    | 29 de setembro de 1988 |
| Recorde do campeonato | Falilat Ogunkoya         | Nigéria        | 22s 22 | Dakar   | 22 de agosto de 1998   |
| Recorde africano      | Christine Mboma          | Namíbia        | 21s 78 | Zurique | 9 de setembro de 2021  |

## Medalhistas
| Ouro               | Prata                | Bronze                 |
| Jessika Gbai (CIV) | Maboundou Koné (CIV) | Asimenye Simwaka (MAW) |

## Cronograma
Todos os horários são locais (UTC+1).
| Data        | Hora  | Evento    |
| ----------- | ----- | --------- |
| 25 de junho | 14:20 | Bateria   |
| 25 de junho | 17:30 | Semifinal |
| 26 de junho | 17:00 | Final     |

## Resultados

### Bateria
Qualificação: 3 atletas de cada bateria (Q) mais os 3 melhores qualificados (q).
Vento:
Bateria 1: 0.0 m/s, Bateria 2: 0.5 m/s, Bateria 3: -0.4 m/s, Bateria 4: +0.1 m/s, Bateria 5: +1.1 m/s, Bateria 6: +0.1 m/s, Bateria 7: -0.6 m/s
| Posição | Bateria | Atleta                    | Nacionalidade                  | Tempo | Notas |
| ------- | ------- | ------------------------- | ------------------------------ | ----- | ----- |
| 1       | 6       | Tsaone Sebele             | Botswana                       | 22.84 | Q,    |
| 2       | 3       | Asimenye Simwaka          | Malawi                         | 23.01 | Q,    |
| 3       | 7       | Miranda Coetzee           | África do Sul                  | 23.26 | Q     |
| 4       | 7       | Destiny Smith-Barnett     | Libéria                        | 23.33 | Q     |
| 5       | 5       | Maboundou Koné            | Costa do Marfim                | 23.38 | Q     |
| 6       | 5       | Shirley Nekhubui          | África do Sul                  | 23.45 | Q     |
| 7       | 7       | Mary Boakye               | Gana                           | 23.46 | Q     |
| 8       | 3       | Bassant Hemida            | Egito                          | 23.59 | Q     |
| 9       | 4       | Jessika Gbai              | Costa do Marfim                | 23.63 | Q     |
| 10      | 2       | Herverge Kole Etame       | Camarões                       | 23.81 | Q     |
| 11      | 1       | Viwe Jingqi               | África do Sul                  | 23.85 | Q     |
| 12      | 4       | Gorete Semedo             | São Tomé e Príncipe            | 23.90 | Q     |
| 13      | 3       | Esther Mbagari            | Quênia                         | 23.91 | Q     |
| 14      | 6       | Samira Awal               | Níger                          | 23.92 | Q     |
| 15      | 2       | Pierrick-Linda Moulin     | Gabão                          | 24.01 | Q     |
| 16      | 1       | Symone Darius             | Libéria                        | 24.09 | Q     |
| 17      | 4       | Bongiwe Mahlalela         | Essuatíni                      | 24.11 | Q     |
| 18      | 3       | Christine Mboma           | Namíbia                        | 24.12 | q     |
| 19      | 5       | Elodie Malessara          | República do Congo             | 24.27 | Q     |
| 20      | 3       | Sara El Hachimi           | Marrocos                       | 24.35 | q     |
| 21      | 6       | Rahel Tesfaye             | Etiópia                        | 24.45 | Q     |
| 22      | 1       | Saran Hadja Kouyate       | Guiné                          | 24.47 | Q     |
| 23      | 6       | Merveille Imboula Gavouka | República do Congo             | 24.51 | q     |
| 24      | 4       | Jade Nangula              | Namíbia                        | 24.58 |       |
| 25      | 3       | Irène Bell Bonong         | Camarões                       | 24.75 |       |
| 26      | 1       | Natacha Chetty            | Seicheles                      | 25.07 |       |
| 26      | 2       | Lebitso Mokorofu          | Botswana                       | 25.07 | Q     |
| 28      | 5       | Amelie Anthony            | Ilhas Maurícias                | 25.25 |       |
| 29      | 3       | Jalika Bajinka            | Gâmbia                         | 25.27 |       |
| 30      | 1       | Elsiane Adjinda           | Benim                          | 25.29 |       |
| 31      | 6       | Elos Divine Kandomba      | República Democrática do Congo | 25.36 |       |
| 32      | 4       | Jawneh Nyimasata          | Gâmbia                         | 25.69 |       |
| 33      | 1       | Oceanne Moirt             | Ilhas Maurícias                | 25.77 |       |
| 34      | 5       | Johanna Ludgerus          | Namíbia                        | 25.87 |       |
| 35      | 7       | Housna Ousmane Ouadri     | Chade                          | 26.58 |       |
| 36      | 4       | Ousmane Hassanie          | Chade                          | 26.75 |       |
| 99      | 1       | Akouvi Judith Koumedzina  | Togo                           | DNS   |       |
| 99      | 1       | Monicah Safania           | Quênia                         | DNS   |       |
| 99      | 2       | Favour Ofili              | Nigéria                        | DNS   |       |
| 99      | 2       | Eunice Kadogo             | Quênia                         | DNS   |       |
| 99      | 2       | Thelma Davies             | Libéria                        | DNS   |       |
| 99      | 2       | Natacha Ngoye Akamabi     | República do Congo             | DNS   |       |
| 99      | 2       | Souraia Sahna Mancu       | Guiné-Bissau                   | DNS   |       |
| 99      | 3       | Victória Cassinda         | Angola                         | DNS   |       |
| 99      | 4       | Baytulay Aliye            | Etiópia                        | DNS   |       |
| 99      | 4       | Rosemary Chukwuma         | Nigéria                        | DNS   |       |
| 99      | 5       | Tima Godbless             | Nigéria                        | DNS   |       |
| 99      | 5       | Refilwe Murangi           | Botswana                       | DNS   |       |
| 99      | 6       | Anita Afrifa              | Gana                           | DNS   |       |
| 99      | 7       | Alba Mbo Nchama           | Guiné Equatorial               | DNS   |       |
| 99      | 7       | Lucia William Moris       | Sudão do Sul                   | DNS   |       |

### Semifinal
Qualificação: 2 atletas de cada bateria (Q) mais os 2 melhores qualificados (q).
Vento:
Bateria 1: -0.2 m/s, Bateria 2: +0.3 m/s, Bateria 3: +0.1 m/s
| Posição | Bateria | Atleta                    | Nacionalidade       | Tempo | Notas |
| ------- | ------- | ------------------------- | ------------------- | ----- | ----- |
| 1       | 2       | Jessika Gbai              | Costa do Marfim     | 22.80 | Q     |
| 2       | 2       | Asimenye Simwaka          | Malawi              | 22.91 | Q,    |
| 3       | 1       | Maboundou Koné            | Costa do Marfim     | 22.99 | Q     |
| 4       | 1       | Shirley Nekhubui          | África do Sul       | 23.29 | Q     |
| 5       | 2       | Destiny Smith-Barnett     | Libéria             | 23.34 | q     |
| 6       | 1       | Mary Boakye               | Gana                | 23.36 | q     |
| 7       | 3       | Tsaone Sebele             | Botswana            | 23.38 | Q     |
| 8       | 2       | Bongiwe Mahlalela         | Essuatíni           | 23.67 |       |
| 9       | 3       | Herverge Kole Etame       | Camarões            | 23.73 | Q     |
| 10      | 1       | Esther Mbagari            | Quênia              | 23.77 |       |
| 10      | 2       | Gorete Semedo             | São Tomé e Príncipe | 23.77 |       |
| 12      | 3       | Viwe Jingqi               | África do Sul       | 23.79 |       |
| 13      | 3       | Symone Darius             | Libéria             | 23.99 |       |
| 14      | 2       | Pierrick-Linda Moulin     | Gabão               | 24.29 |       |
| 15      | 1       | Christine Mboma           | Namíbia             | 24.37 |       |
| 16      | 3       | Elodie Malessara          | República do Congo  | 24.38 |       |
| 17      | 3       | Samira Awal               | Níger               | 24.61 |       |
| 18      | 2       | Sara El Hachimi           | Marrocos            | 24.64 |       |
| 19      | 2       | Saran Hadja Kouyate       | Guiné               | 24.64 |       |
| 20      | 3       | Rahel Tesfaye             | Etiópia             | 24.89 |       |
| 21      | 1       | Lebitso Mokorofu          | Botswana            | 24.97 |       |
| 22      | 3       | Merveille Imboula Gavouka | República do Congo  | 25.05 |       |
| 99      | 1       | Miranda Coetzee           | África do Sul       | DNS   |       |
| 99      | 1       | Bassant Hemida            | Egito               | DNS   |       |

### Final
A final ocorreu dia 26 de junho às 17:00.
Vento: 0.0 m/s
| Posição           | Raia | Atleta                | Nacionalidade   | Tempo | Notas |
| ----------------- | ---- | --------------------- | --------------- | ----- | ----- |
| Medalha de ouro   | 4    | Jessika Gbai          | Costa do Marfim | 22.84 |       |
| Medalha de prata  | 5    | Maboundou Koné        | Costa do Marfim | 22.99 |       |
| Medalha de bronze | 6    | Asimenye Simwaka      | Malawi          | 23.05 |       |
| 4                 | 2    | Mary Boakye           | Gana            | 23.40 |       |
| 5                 | 7    | Shirley Nekhubui      | África do Sul   | 23.44 |       |
| 6                 | 8    | Herverge Kole Etame   | Camarões        | 23.83 |       |
| 98                | 3    | Tsaone Sebele         | Botswana        | DNF   |       |
| 99                | 1    | Destiny Smith-Barnett | Libéria         | DNS   |       |

Legenda
| Recorde mundial       | Recorde mundial (World record)               |                       | Recorde africano                      | Recorde africano (African) |                                           | Q | Classificado por posição (Qualified) |
| Recorde do campeonato | Recorde do campeonato (Championship record)  | Recorde da América    | Recorde da América (Americas)         | q                          | Classificado por melhor tempo (Qualified) |   |                                      |
| Melhor marca do ano   | Melhor marca do ano (World leading)          | Recorde asiático      | Recorde asiático (Asian)              | DNS                        | Não largou (Did not start)                |   |                                      |
| Recorde nacional      | Recorde nacional (National record)           | Recorde europeu       | Recorde europeu (European)            | DNF                        | Não terminou (Did not finish)             |   |                                      |
| Recorde pessoal       | Recorde pessoal do atleta (Personal best)    | Recorde da Oceania    | Recorde da Oceania (Oceania)          | DSQ / DQ                   | Desclassificado (Disqualified)            |   |                                      |
| Recorde da temporada  | Recorde da temporada do atleta (Season best) | Recorde sul-americano | Recorde sul-americano (South America) | NM                         | Sem marca (No mark)                       |   |                                      |